# أوقست هايزنبيرغ
أوقست هايزنبيرغ (بالألمانية: August Heisenberg )‏ (و. 1869 – 1930 م) هو مؤرخ، وأستاذ جامعي، ومختص في الدراسات البيزنطية من الإمبراطورية الألمانية، وجمهورية فايمار، وألمانيا، ولد في أوسنابروك، وكان عضوًا في الأكاديمية الهنغارية للعلوم، والأكاديمية الروسية للعلوم، توفي في ميونخ، عن عمر يناهز 61 عاماً.

## التعليم
تعلم في جامعة لودفيغ ماكسيميليان في ميونخ.